# آدم كابورن
آدم كابورن  (بالإنجليزية: Adam Caporn)‏ مواليد 16 مارس 1982، هو لاعب كرة سلة أسترالي سابق بدأ مسيرته الاحترافية في سنة 2003.